# Valentina Pinelo
Valentina Pinelo (Sevilla, finales del siglo XVI- antes de 1629) fue una monja agustina en el Convento de San Leandro de Sevilla, escritora de prosa, ilustrada y pensadora del Siglo de Oro Español.  Sus obras han sido estudiadas en la historia literaria y dentro de la Mariología e incluyen a la autora en la corriente de pensamiento de la tradición literaria femenina que se desarrolla desde el siglo XV en la península ibérica. Ingresó de pequeña en el convento de San Leandro, uno de los conventos principales y más ricos de Sevilla. Escribió una biografía de Santa Ana y también compuso poesías para ser cantadas en las fiestas del convento. Lope de Vega, que la conoció, le dedicó dos sonetos.

## Biografía
Hija de una ilustre familia genovesa asentada en Sevilla, sus padres fueron Lucas Pinelo, de origen genovés y Francisca Francisquín. Se desconoce su fecha de nacimiento, sí es conocida la fecha de su hermano mayor, el Canónigo Agustín Pinelo, 1570. Ella misma expone en el prólogo de Libro de alabanzas y excelencias de la gloriosa Santa Ana  (1601) que a la edad 4 años fue enviada al convento de San Leandro en Sevilla para convertirse en monja. Allí comenzará sus lecturas; fundamentalmente obras espirituales, pero también laicas como la Vida de Alejandro. Las obras de ortodoxia cristiana y los libros sagrados son ampliamente conocidos por esta autora tal y como revelan sus 317 referencias al Antiguo Testamento y las 105 al Nuevo Testamento.

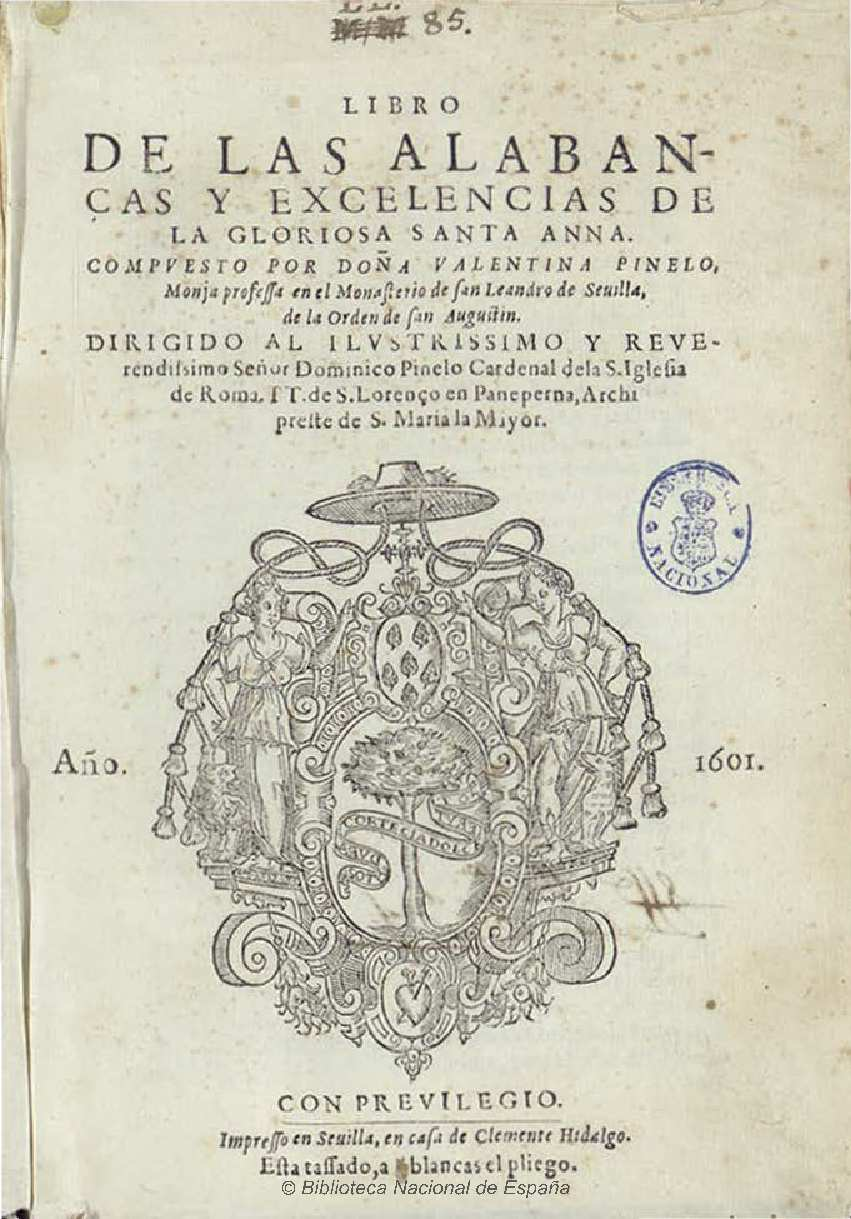
Portada del Libro de las alabanças y excelencias de la Gloriosa Santa Anna

Su obra más conocida es Libro de las alabanzas y excelencias de la gloriosa Santa Ana publicado por Clemente Hidalgo en 1601. Esta obra está dedicada a la vida de Santa Ana en la que a través de una interpretación de las Sagradas Escrituras y de los textos de los Padres de la Iglesia. Su objetivo es restaurar la importancia del matrilinaje de Jesús.
También es conocida su faceta de poeta, ya que ella misma habla en el prólogo de su Libro de las alabanzas y excelencias de santa Ana de que tiene un cancionero de poemas que quisiera dar a la imprenta, aunque nunca se publicó y hoy está perdido. Fue reconocida por intelectuales de la época, incluyendo al escritor Lope de Vega, quién dedicó varios laudatorios a Valentina en los que la califica como "la Cuarta Gracia, que en verso o en prosa escribe".

## Reconocimientos póstumos
- Sevilla le ha dedicado una calle con su nombre.[5]